# Hochfrequenzbeatmung

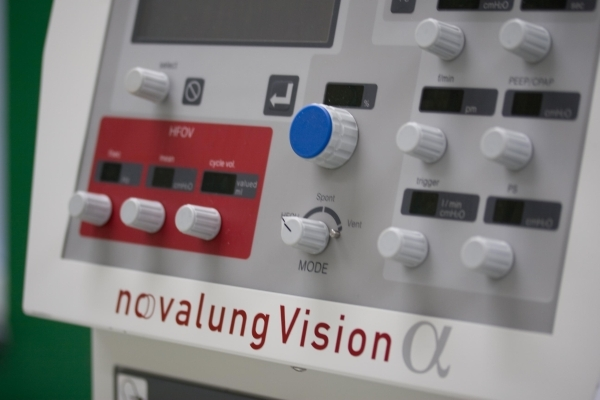
Bedienerpanel eines Hochfrequenzbeatmungsgerätes

Bei der Hochfrequenzbeatmung (englisch High Frequency Ventilation, HFV), in moderner Form meist als High Frequency Oscillation Ventilation (HFOV), wird ein hoher kontinuierlicher alveolärer Distentionsdruck (ähnlich der CPAP-Beatmung) mit Hilfe eines hochfrequenten Gasflusses im Beatmungssystem (nicht zum Patienten) aufgebaut. Der Mechanismus des Gastransports zum Patienten unterscheidet sich grundlegend von anderen Beatmungsformen.

## Technischer Aufbau und Wirkungsweise der HFOV
Es standen und stehen unterschiedliche Formen der Hochfrequenzbeatmung (HFV) zur Verfügung: HFPPV (High frequency positive pressure ventilation), HFJV (high frequency jet ventilation, deutsch hochfrequente Jetbeatmung), HFP (high frequency pulsation), HFJO (high frequency jet oscillation), FDV (forcierte Diffusionsventilation) oder HFO (high frequency oscillation).
Bei der HFOV versetzt ein in das System integrierter Oszillator (Lautsprecher oder Kolben) den Gasfluss in oszillierende Schwingungen mit einer Frequenz von typischerweise 5–15 Hertz (bis zu 900 „Atemzüge“ pro Minute). Dabei herrscht zu jeder Zeit ein positiver Druck im Beatmungssystem, ähnlich der CPAP-Beatmung (Continuous Positive Airway Pressure) vergrößert sich die Diffusionsfläche der Lunge; die Alveolen (Lungenbläschen) werden minimal überbläht.
Jede einzelne (sehr geringe) Druckschwankung bewegt dabei nur ein minimales Gasvolumen, das um ein Vielfaches unter dem anatomischen Totraumvolumen liegt. Die Ventilation beruht beim HFOV-Verfahren also nicht auf der Bewegung von Gasvolumina durch die Luftwege, sondern vielmehr auf der kontinuierlichen Durchmischung der Atemgase auf jeder Ebene im Atemwegssystem.
Verschiedene physikalische Effekte kommen dabei vermutlich zum Tragen:
- Turbulenzen in den großen Atemwegen führen zur Durchmischung mit frischem Gas.
- Proximale (nahe den großen Atemwegen gelegene) Alveolen werden direkt belüftet.
- Asymmetrisches Profile der weitergeleiteten Druckwelle: Während der "Einatmung" strömt die Luft auf einer Seite im Bronchus schneller als auf anderen, während das Profil bei der Ausatmung recht symmetrisch ist. Im Laufe vieler Druckzyklen wandert so eine Frischluftfront die Atemwege hinab.
- Diffusion: In distalen (gegen Ende der Verzweigungen des luftleitenden Systems gelegenen) Alveolen spielt die Druckwelle vermutlich keine große Rolle mehr, hier diffundiert Sauerstoff wohl in erster Linie entlang des Konzentrationsunterschiedes.

## Praktische Anwendung
Voraussetzung für eine optimale Anwendung der HFOV ist ein vorangegangenes Recruitment (Alveoleneröffnung) der Lunge.
Zwei Parameter beeinflussen den Gastransport:
- Der Atemwegsmitteldruck
- Die Form, Höhe und Frequenz der Oszillation

Die Höhe des Atemwegsmitteldruckes bestimmt das Ausmaß der „Blähung“ und Eröffnung der Alveolen und damit der Sauerstoffzufuhr (Oxygenierung). Niedrige Atemwegsmitteldrucke führen zu geringer Eröffnung und damit zu einer kleinen Gasaustauschfläche. Hohe Atemwegsmitteldrucke führen zu einer Überblähung und einer Kompression der Lungengefäße mit folgendem Rechtsherzversagen. Es gilt also den „richtigen“ Druck zu finden und in diesem sicheren Fenster zu beatmen.
Die Form der Amplitude wird bestimmt aus deren Höhe und der relativen Dauer der positiven und negativen Phase sowie aus der Steigung des Anstiegs und Abfalls der Welle. Häufig wird eine rechteckige Welle mit 1⁄3 positiver Dauer verwendet. Eine Anpassung von Amplitude, Frequenz und Wellenform beeinflusst in erster Linie den Abtransport von Kohlendioxid.

## Klinische Anwendungen und Evidenz
HFOV wurde zuerst bei Kindern und Neugeborenen zur Behandlung des Atemnotsyndroms des Neugeborenen (IRDS, Infant respiratory distress syndrome) angewandt und führt dort im Vergleich zur CPAP-Beatmung zu verbessertem Gasaustausch, aber nicht zu verminderten Langzeitfolgen oder reduzierter Sterblichkeit.
Bei Erwachsenen wird HFOV gelegentlich bei akutem Lungenversagen (ARDS) eingesetzt. Auch hier zeigt sich früh eine verbesserte Sauerstoffsättigung im Vergleich zur Standardtherapie, aber keine signifikant verminderte Gesamtsterblichkeit. Dies bestätigte auch die britische OSCAR-Studie, bei der die Hochfrequenzbeatmung keinen Vorteil brachte. Die kanadische OSCILLATE-Studie mit geplanten 1200 Patienten musste nach 548 Patienten wegen einer erhöhten Sterblichkeit bei Hochfrequenzbeatmung abgebrochen werden. Im Gegensatz zu Neugeborenen scheint es für Erwachsene also keinen Vorteil, vielleicht sogar einen Nachteil durch die Hochfrequenzbeatmung zu geben.
Allerdings verwenden heutige HFOV-Protokolle geringfügig andere Einstellungen (niedrigeres Tidalvolumen), die möglicherweise effektiver sind. Aktuelle Studien dazu fehlen. HFOV bleibt in der klinischen Praxis eine experimentelle Therapie für ARDS-Patienten, die trotz optimaler konventioneller Behandlung nicht ausreichend Sauerstoff aufnehmen.

## Nachweise
1. ↑  Vgl. etwa M. G. Rockemann, Manfred Doehn: Gewinnung endexspiratoricher Luft für die Kapnographie bei hochfrequenter Jetbeatmung. In: Anästhesie Intensivtherapie Notfallmedizin. Band 20, Nr. 2, 1985, S. 95–97.
2. ↑  N. Mutz, M. Baum: Hochfrequenzbeatmung. In: J. Kilian, H. Benzer, F. W. Ahnefeld (Hrsg.): Grundzüge der Beatmung. Springer, Berlin u. a. 1991, ISBN 3-540-53078-9, 2., unveränderte Aufl. ebenda 1994, ISBN 3-540-57904-4, S. 395–403.
3. ↑  A. S. Slutsky, J. M. Drazen: Ventilation with small tidal volumes. In: N Engl J Med. 347, 2002, S. 631. Abstract
4. ↑  T. Müller, S. Budweiser u. a.: Hochfrequenzoszillationsventilation beim akuten Lungenversagen des Erwachsenen. In: Dtsch Arztebl. 101, 2004, S. 928–934. (Volltext)
5. ↑  D. J. Henderson-Smart, T. Bhuta u. a.: Elective high frequency oscillatory ventilation versus conventional ventilation for acute pulmonary dysfunction in preterm infants. In: Cochrane Database Syst Rev. 2003, S. CD000104
6. ↑  S. Derdak, S. Mehta u. a.: High-frequency oscillatory ventilation for acute respiratory distress syndrome in adults: a randomized, controlled trial. In: Am J Respir Crit Care Med. 166, 2002, S. 801. (Volltext) (Memento des Originals vom 30. September 2007 im Internet Archive)  Info: Der Archivlink wurde automatisch eingesetzt und noch nicht geprüft. Bitte prüfe Original- und Archivlink gemäß Anleitung und entferne dann diesen Hinweis.
7. ↑  D. Young, S. Lamb, S. Shah, I. MacKenzie, W. Tunnicliffe, R. Lall, K. Rowan, B. H. Cuthbertson: High-Frequency Oscillation for Acute Respiratory Distress Syndrome. doi:10.1056/NEJMoa1215716.
8. ↑  N. D. Ferguson, D. J. Cook, G. H. Guyatt, S. Mehta, L. Hand, P. Austin, Q. Zhou, A. Matte, S. D. Walter, F. Lamontagne, J. T. Granton, Y. M. Arabi, A. C. Arroliga, T. E. Stewart, A. S. Slutsky, M. O. Meade: High-Frequency Oscillation in Early Acute Respiratory Distress Syndrome. doi:10.1056/NEJMoa1215554.